# Gustav Kleikamp
Gustav Kleikamp  (8 de marzo de 1896 - 13 de septiembre de 1952) fue un oficial naval alemán y Vizeadmiral en la Kriegsmarine de la Alemania nazi durante la Segunda Guerra Mundial.

## Marina Imperial alemana
El 1 de abril de 1913, Kleikamp entró en la Marina Imperial alemana como Seekadett en el SMS Vineta. Tras completar su formación básica, fue transferido a la Academia Naval de Mürwik el 3 de abril de 1914. Tras el estallido de la Primera Guerra Mundial, fue comisionado como oficial de comunicaciones en el SMS Derfflinger, donde alcanzaría el rango de Leutnant zur See (Alférez de fragata) en 1945.
En marzo de 1918 ingresó en la Ubootschule (Academia de submarinos), sirviendo sus prácticas como oficial de guardia en el SM U-9 hasta octubre de 1918, cuándo se convertiría en oficial adjunto de la 1. U-Kreuzerflottille hasta el final de la guerra.

## Reichsmarine
Kleikamp permaneció en la armada tras el colapso de la monarquía en noviembre de 1918, sirviendo en la Marinebrigade Ehrhardt. Fue ascendido provisionalmente a Oberleutnant zur See (Alférez de navío) el 7 de enero de 1920, haciéndose efectivo el rango el 14 de mayo de 1921. 
El 1 de octubre de 1920, Kleikamp fue asignado al Hamburg como oficial de guardia y de comunicaciones. El 4 de diciembre del año siguiente fue trasladado al acorazado Braunschweig con las mismas funciones, donde permanecería en servicio hasta que se le concedió el mando de su primera nave, la German minesweeper M 113  en octubre de 1922.
Tras un año como comandante, Kleikamp regresó a los estudios en la Marinenachrichtenschule. Tras ascender a Kapitänleutnant en 1925, fue destinado al Hannover el 24 de septiembre de 1926 como Rollenoffizier. Cuando el Hannover fue dado de bajo, fue transferido al Schlesien, nuevo buque insignia de la Marinestation der Nordsee.
Desde el 28 de septiembre de 1928, Kelikamp fue el oficial responsable del entrenamiento y formación a bordo del crucero Emden, antes de ser nombrado director del Nachrichtenmittelversuchsanstalt el 11 de febrero de 1930, donde permaneció hasta octubre de 1932 para trabajar como oficial de enlace del Wehrkreiskommando I enKönigsberg, ya como Korvettenkapitän. Tras la llegada al poder del Partido Nazi en enero de 1933, Kleikamp se convirtió en 4.º Admiralstabsoffizier  en el Estado Mayor de Flota.

## Kriegsmarine
El 26 de septiembre de 1936 Kleikamp se convirtió en primer oficial del Schleswig-Holstein, el barco que acabaría capitaneando tras un breve paso como director del Gruppe Technisches Nachrichtenwesen en el OKM (Alto Mando de la Marina). 
El 26 de abril de 1939, tras ser ascendido a Kapitän zur See (Comandante) el año anterior, recibiría el mando del Schleswig-Holstein, que acababa de volver de un tour por Sudamérica una semana antes. El Schleswig-Holstein iba a ser retirado para convertirlo en blanco para maniobras, pero los preparativos para la invasión de Polonia reservaban un destino destacado al viejo acorazado.
En agosto de 1939, el Schleswig-Holstein fue enviado a Danzig en una visita de cortesía, en lugar del crucero Königsberg. La visita fue una maniobra encubierta para transportar una fuerza de desembarco a Danzig para neutralizar la guarnición polaca en el puerto. Durante la travesía, el Schleswig-Holstein se reunió con otras naves para transportar un contingente de 225 Marinestosstruppkompanie desde Memel.

## Segunda Guerra Mundial
El 1 de septiembre de 1939, a las 04:45, Kleikamp dio la orden para comenzar el asalto a Westerplatte, y dos minutos después, el Schleswig-Holstein abría fuego sobre las posiciones polacas. Tras la invasión de Polonia, el Schleswig-Holstein sirvió como buque insignia del Kriegsschiffgruppe 7, encargado de la captura de los puertos daneses de Nyborg y Korsør.
Tras la caída de Francia, Kleikamp fue nombrado Chef der Seebefehlsstelle Calais y Chef der Transportflotte C para la Operación León Marino el 29 de agosto de 1940. Tras la cancelación de la invasión de Gran Bretaña, fue destinado al 'OKM' como Chef der Militärischen Amtsgruppe enHauptamt Kriegsschiffbau, donde permanecería hasta el 21 de febrero de 1943.
Desde marzo de 1943 hasta finales del 44, habiendo sido ya ascendido a Konteradmiral y posteriormente a Vizeadmiral, sirvió como Kommandierender Admiral en los Países Bajos. Desde enero hasta el 14 de marzo de 1945 estuvo a disposición del Oberbefehlshaber des Marineoberkommandos Nord. El 15 de marzo de 1945 tomó el mando del Kommandierender Admiral Deutsche Bucht.

## Postguerra
Kleikamp fue hecho prisionero de guerra el 7 de mayo de 1945, permaneciendo bajo custodia británica hasta el 18 de abril de 1947. Con la salud me debilitada, permaneció desempleado hasta la primavera de 1952, cuando se unión a Hugo Stinnes en Mülheim an der Ruhr, falleciendo el 13 de septiembre de ese mismo año.

## Fecha de rangos
- Seekadett – 1 de abril de 1913
- Fähnrich zur See – 3 de abril de 1914
- Leutnant zur See – 18 de septiembre de 1915
- Oberleutnant zur See – 14 de mayo de 1921
- Kapitänleutnant – 1 de febrero de 1925
- Korvettenkapitän – 1 de octubre de 1932
- Fregattenkapitän – 1 de octubre de 1936
- Kapitän zur See – 1 de abril de 1938
- Konteradmiral – 1 de abril de 1942
- Vizeadmiral – 1 de octubre de 1943

## Condecoraciones
- Broche a la Cruz de Hierro, 1.ª Clase
- Cruz Hanseática (Hamburgo)
- Cruz Alemana en oro